# Campylopus
Campylopus là một chi rêu trong họ Dicranaceae.